# Phylactella ais
Phylactella ais är en mossdjursart som beskrevs av Winston och Hakansson 1986. Phylactella ais ingår i släktet Phylactella och familjen Smittinidae. Inga underarter finns listade i Catalogue of Life.